# Acanalonia affinis
Acanalonia affinis är en insektsart som beskrevs av Fowler 1900. Acanalonia affinis ingår i släktet Acanalonia och familjen Acanaloniidae. Inga underarter finns listade i Catalogue of Life.